# Уида
Об африканском городе см. Уида (город)
Уи́да (также встречается написание Уйда; англ. Ouida; 1 января 1839 — 25 января 1908) — английская писательница, автор романов о светской жизни и произведений для детей. Уида — псевдоним, настоящее имя писательницы Мария Луиза Раме (англ. Maria Louise Ramé; сама она предпочитала написание Мари́ Луи́за де ла Раме́ — Marie Louise de la Ramée).

## Биография
Мария Луиза [де ла] Раме́ родилась в Бери-Сент-Эдмундс, Англия, где её рождение было зарегистрировано 7 января 1839 года. Уида — псевдоним, который происходит от детской попытки произнести «Луиза». О раннем детстве Луизы почти ничего не известно, за исключением того, что её отец, Луи Раме, был французом, а мать, Сьюзен Саттон, — англичанкой.

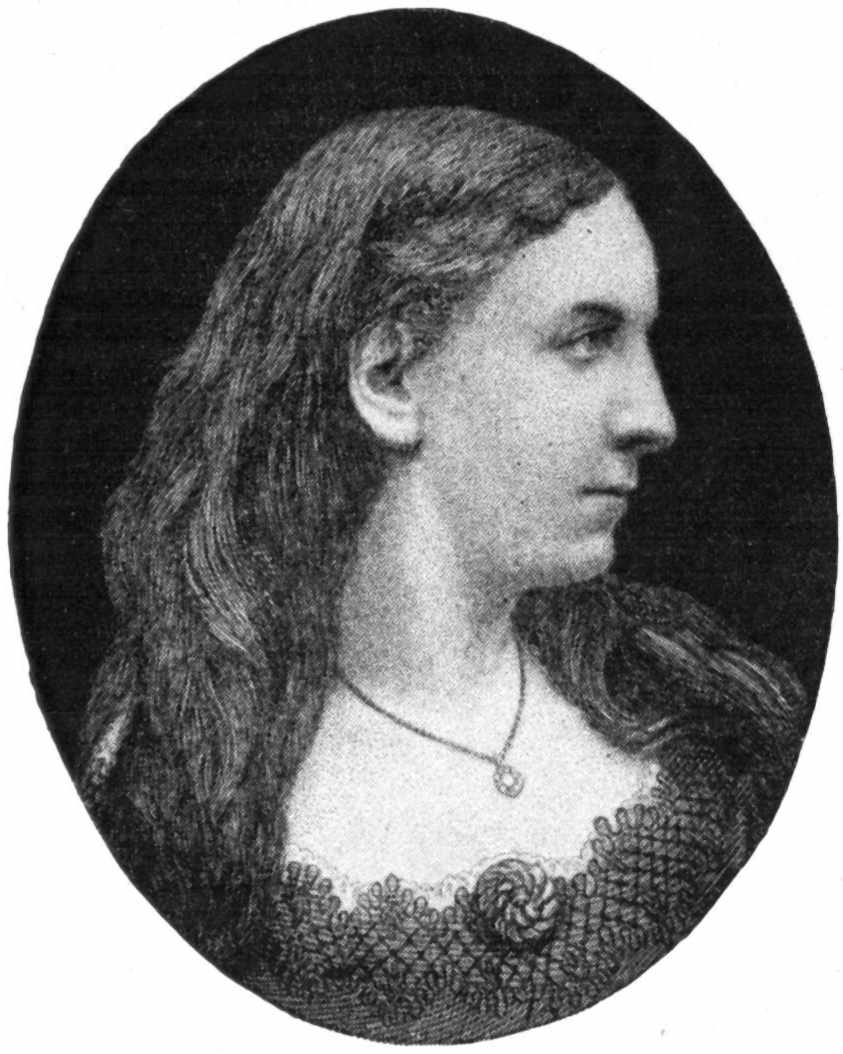
Фотопортрет Уиды

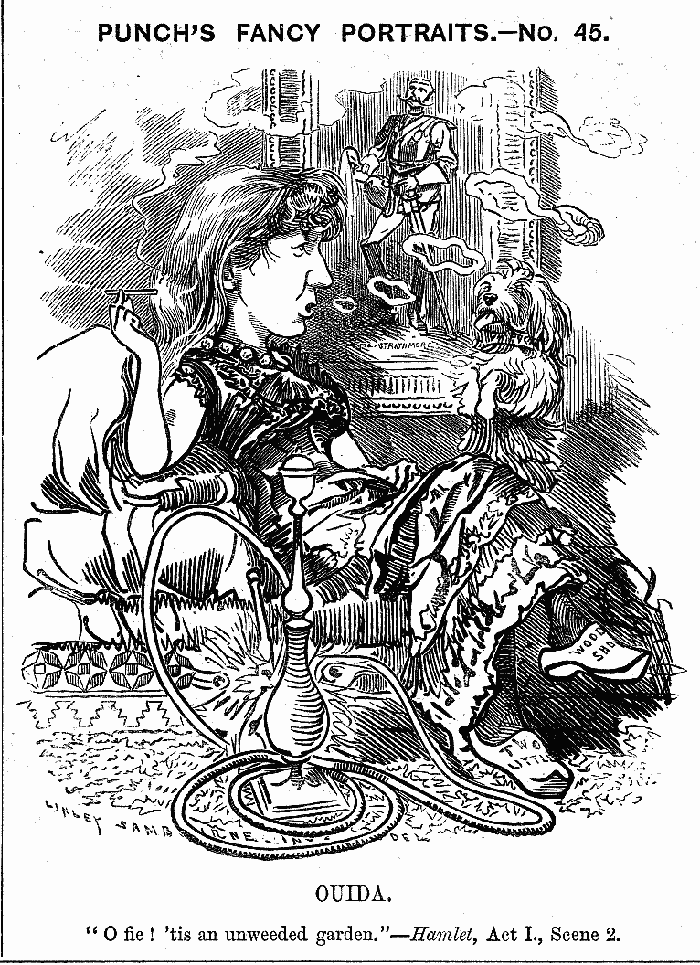
Карикатура на Уиду, размещенная в номере «Панча» от 20 августа 1881 года

Согласно статье, опубликованной 29 января 1908 года в The New York Times, Уида была сестрой героя Гражданской войны в США полковника Джорджа Роя Глиддофа; в раннем возрасте она покинула свой родной дом в Америке и была принята под опеку женщины, которая её удочерила. Другие статьи о предполагаемом месте её рождения и о родстве с Глиддофом были представлены в Publishers Weekly приблизительно в то же самое время, но ни один из этих источников так и не был опровергнут или подтвержден документально. Так или иначе, сама Уида предпочитала не высказываться на тему своей личной жизни, в том числе о месте своего рождения.
Уида была небольшого роста; её современник Вильям Аллингам писал, что у неё «умное, зловещее лицо» («sinister, clever face») и «голос, режущий как нож» («voice like a carving knife»). С ранних лет она наряжалась в дорогие платья, окружала себя цветами и была владелицей салонов Ленгем-отеля (Langham Hotel) — одного из самых больших отелей Лондона, известного своей роскошью и неповторимым стилем. Среди посетителей тех салонов были военнослужащие, политики, литературные светила, художники. Позднее, живя во Франции и Италии, она продолжает принимать в гостях местных жителей и беженцев, так же как и раннее на её мероприятиях.

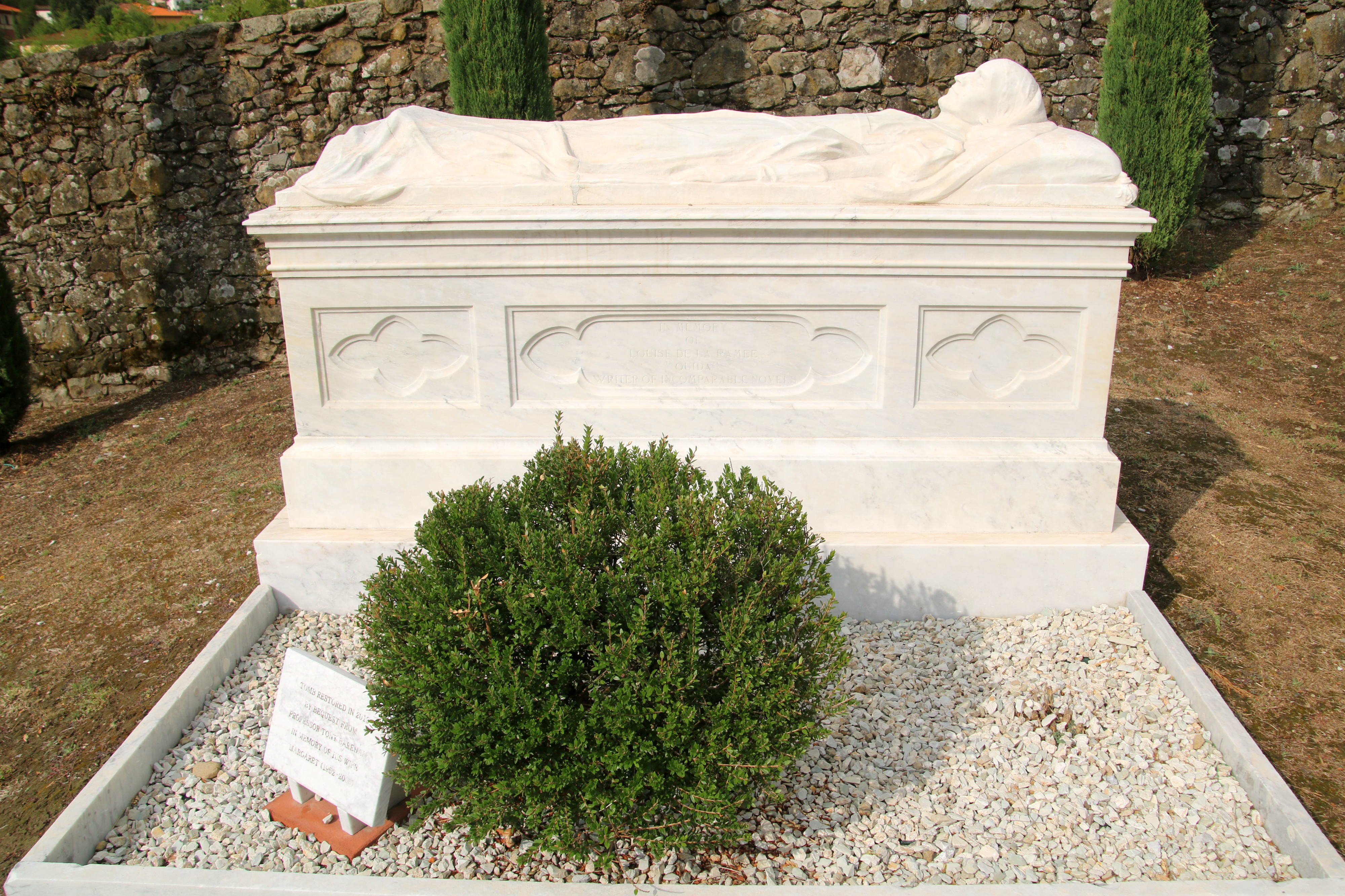
Гробница Уиды

На протяжении многих лет Уида жила в Лондоне, но в 1874 году переехала в Италию, где и оставалась до самой своей смерти в 1908 году. Она сделала своим домом Флоренцию, и многие из её более поздних романов созданы в итальянской обстановке. Время от времени она сотрудничает с журналами и активно пишет о вивисекции (противницей которой была) и итальянской политике. Уида немало заработала публикацией ранних книг, но тратила деньги без оглядки на будущее, и, хотя в 1907 году была удостоена внесения в Гражданский Пенсионный список, умерла в нищете в Виареджо, Италия 25 января 1908 года. Похоронена на Английском кладбище в Баньи-ди-Лукка (Италия).
За свою карьеру Уида написала более сорока авантюрно-сентиментальных романов из великосветской жизни Англии и Италии, а также множество детских книг, сборников коротких рассказов и очерков. Она также была защитницей прав животных и спасательницей последних, а временами даже владелицей как минимум тридцати собак. Вскоре после её смерти на народные пожертвования был приобретен и построен фонтан для лошадей и собак в Бери-Сент-Эдмундс, с надписью, составленной Лордом Керзоном:
Her friends have erected this fountain in the place of her birth. Here may God's creatures whom she loved assuage her tender soul as they drink.
(Перевод: «Её друзья соорудили этот фонтан в месте её рождения. Пусть Божьи создания, которых она так любила, успокоят её нежную душу, придя сюда напиться».)

## Литературное творчество
В раннем возрасте Уида вместе со своей семьей переезжает в Лондон, где годами позже начинает вносить свой вклад в журналы «New Monthly» и «Bentley’s Magazine». В 1860 году выходит в печать её первый рассказ, а после печатается роман «Granville de Vigne», который затем переиздается в New Monthly под названием «Бывшие в рабстве» (англ. Held in Bondage) (1863). Далее последовал быстрый успех сразу нескольких, опубликованных один за другим, романов «Strathmore» (1865), «Chandos» (1866) и «Под двумя флагами» (1867). Список последующих работ Уиды очень длинный, но достаточно сказать, что наряду с повестью «Мотыльки» (англ. Moths) (1880) среди названных раннее творений имеются не только наиболее характерные, но также и лучшие. Большая доля творчества Уиды представляет собой детскую литературу, в том числе «Нелло и Патраш» (1872) и «Бимби: Рассказы для детей» (англ. Bimbi: Stories for Children) (1882). Но наиболее яркими её творениями были и остаются «Под двумя флагами» и «Мотыльки», которые принесли ей настоящую известность как писательнице-романистке.
В творчестве Уиды на протяжении всей её карьеры было несколько последовательных этапов. Во время раннего периода её романы были гибридом сенсуализма 1860-х годов и прото-приключенческих романов, публиковавшихся в духе романтизации имперской экспансии. Более поздние работы являются типичными любовными историями, хотя Уида никогда не прекращала анализировать современное общество. В промежутках между написанием новелл она составляет сборники рассказов для детей, которым на поздних этапах своего творчества будет уделять основное время. Один из её самых известных романов, «Под двумя флагами», описывает самую нелепую британскую авантюру в Алжире, в то же время выражая симпатию французам, которых Уида отождествляла в некоторой степени с арабами. По этой книге было поставлено несколько пьес (и впоследствии снято по меньшей мере три фильма). Джек Лондон упоминает роман «Signa», который читал в возрасте восьми лет, как одну из восьми причин своего литературного успеха. Эта книга описывает судьбу необразованного крестьянского ребёнка из Италии, который впоследствии достигает славы как оперный композитор.
Уида считала себя серьёзным автором; она вдохновлялась, в частности, Байроном и интересовалась жизнью самых разных творцов. Сочувственное описание трагических судеб художников и певцов появляется в её поздних романах. Однако её творчество часто сочетает в себе романтику с социальной критикой. Так, в романе «Puck» (1870) говорящая собака рассказывает о своих взглядах на общество. Сборник «Мнения и взгляды» (англ. Views and Opinions; 1895) включает очерки на различные социальные темы, отражающие её собственное мнение.

## Список произведений
- «Две маленькие деревянные туфельки» (англ. Two Little Wooden Shoes) (1874), также издавалась под названием Bébée; ссылка на оригинал здесь (Проект Гутенберг: англ. тексты)
- «Полдень» (англ. Afternoon) (1883)
- «Альтруист» (англ. An Altruist) (1897)
- «Ариадна» (англ. Ariadne) (1877) pdf
- «Беатрис Бовиль и другие истории» (англ. Beatrice Boville and Other Stories) (1868)
- «Бимби: Рассказы для детей» (англ. Bimbi: Stories for Children) (1882) англ. текст
- «Cecil Castlemaine’s Gage» (1867)
- «Фландрийский пес» (англ. A Dog of Flanders) (1872)
- «Chandos» (1866)
- «Critical Studies» (1900)
- «Dogs» (1897)
- «Don Guesaldo» (1886)
- «Фрески: Драматический Эскизы» (англ. Frescoes: Dramatic Sketches) (1883)
- «Дружба» (англ. Friendship) (1878)
- «Фоль-Фарин» (англ. Folle-Farine) (1871)
- «Guilderoy» (1889)
- «Helianthus» (1908)
- «Бывшие в рабстве» (англ. Held in Bondage) (1863), роман, впервые опубликованный под названием «Granville de Vigne»
- «A House Party» (1887)
- «Серебро Христово и Лимонное дерево» (англ. The Silver Christ and A Lemon Tree) (1894)
- «Идалия» (англ. Idalia) (1867)
- «В зимнем городе» (англ. In a Winter City) (1876)
- «In Maremma» (1882)
- «La Strega and Other Stories» (1899)
- «Le Selve and Other Tales» (1896)
- «The Massarenes» (1897)
- «Мотыльки» (англ. Moths) (1880)
- «Muriella; or, Le Selve» (1897)
- «Новое духовенство: протест против вивисекции» (англ. The New Priesthood: A Protest Against Vivisection) (1893)
- «Othmar» (1885)
- «Pascarel» (1874)
- «Pipistrello and Other Stories» (1880)
- «Princess Napraxine» (1884)
- «Шайба» (англ. Puck) (1870)
- «Дождливый июнь» (англ. A Rainy June) (1885)
- «Руффино и другие истории» (англ. Ruffino and Other Stories) (1890)
- «Санта-Барбара и другие истории» (англ. Santa Barbara and Other Stories) (1891)
- «Signa» (1875)
- «Серебро Христовo» (англ. The Silver Christ) (1894)
- «Strathmore» (1865)
- «Уличная пыль и другие истории» (англ. Street Dust and Other Stories) (1901)
- «Syrlin» (1890)
- «Башня Таддео» (англ. The Tower of Taddeo) (1892)
- «Toxin» (1895)
- «Tricotrin» (1869)
- «Два правонарушителя и другие сказки» (англ. Two Offenders and Other Tales) (1894)
- «Под двумя флагами» (англ. Under Two Flags) (1867), экранизации романа 1912, 1916 годов, 1922 (в гл. роли Рудольф Валентино), и 1936 (в гл. ролях Рональд Колман и Клодетт Кольбер); англ. текст
- «Мнения и взгляды» (англ. Views and Opinions) (1895)
- «A Village Commune» (1881)
- «Wanda» (1883)
- «The Waters of Edera» (1900) англ. текст

## Экранизации
- «Снежный принц» (Snow Prince) (реж. Дзёдзи Мацуока), 2009, Япония
- «Собачье сердце» (The Dog of Flanders) (реж. Ёшио Курода), 1997 г.
- «Фламандский мальчик» (реж. А. Кирик) (1980 г., мультфильм по мотивам рассказа «Нелло и Патраш»
- «Фландрийский пес» (A dog of Flanders) (реж. Джеймс Кларк), 1960 г.
- «Фландрийский пес» (A dog of Flanders) (реж. Кевин Броди), 1999 г.